# Tinh vân hành tinh

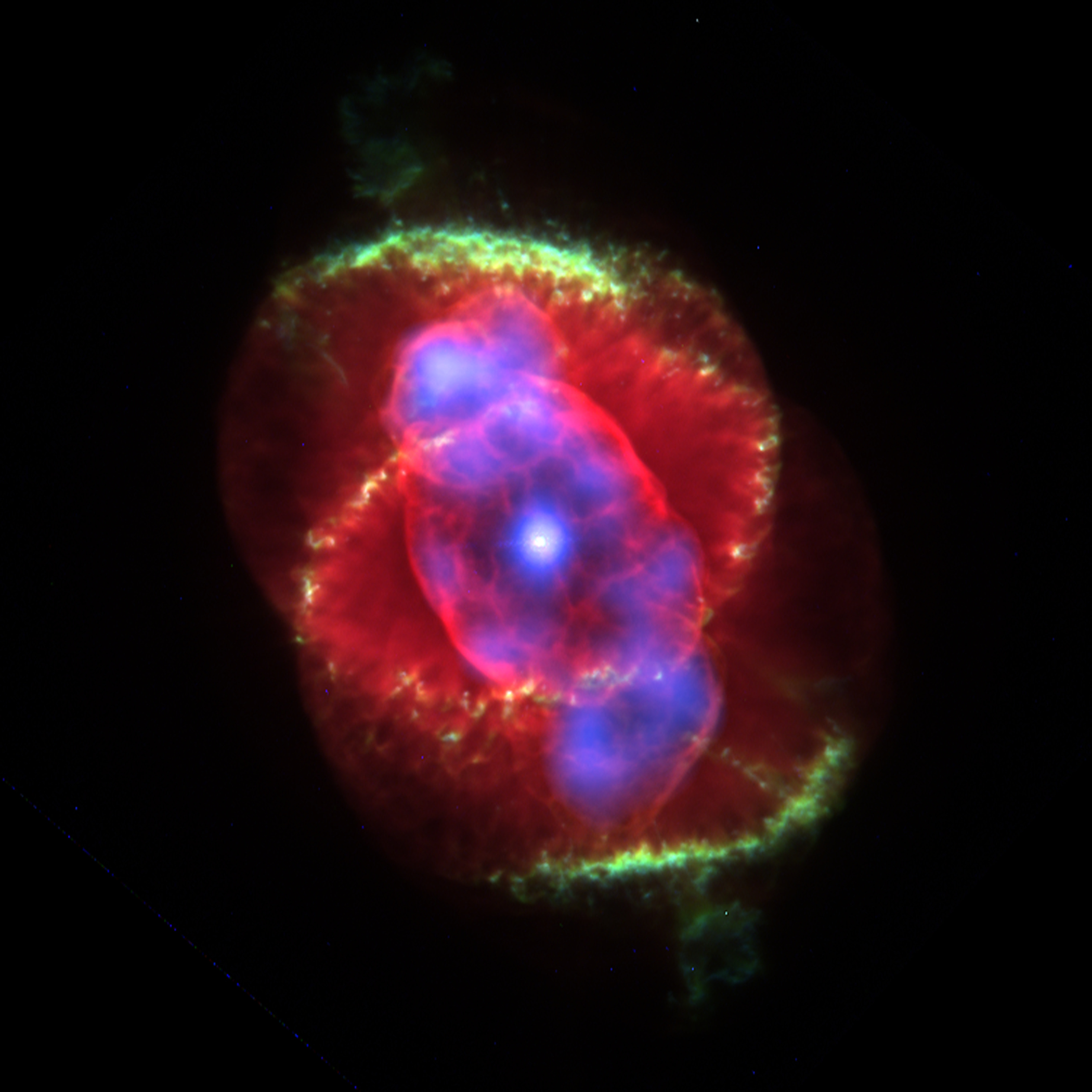
Ảnh kết hợp tia X/quang học về Tinh vân Mắt Mèo.

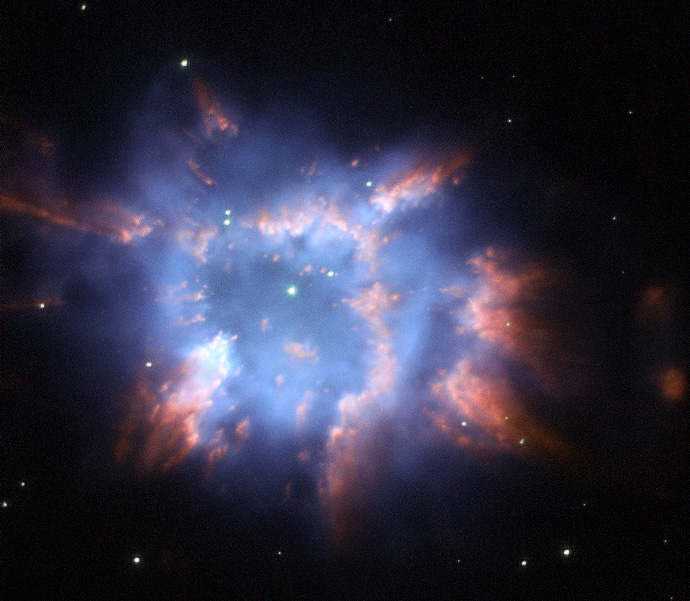
NGC 6326, một tinh vân hành tinh với các dải phát sáng tạo từ các khí từ một sao đôi trung tâm.

Tinh vân hành tinh hay đám mây hành tinh là một loại tinh vân phát quang chứa lớp vỏ khí ion hóa phát sáng sinh ra từ những sao khổng lồ đỏ trong giai đoạn cuối của chúng. Đây là một hiện tượng tương đối ngắn ngủi, chỉ diễn ra vài chục ngàn năm, so với tuổi đời thông thường hàng tỉ năm của một ngôi sao.
Khác với tinh vân thông thường hình thành nên sao, thuật ngữ planetary nebulae do nhà thiên văn William Herschel đặt ra vào những năm 1780 là một cách đặt tên sai do hiểu nhầm; thực sự thì tinh vân hành tinh không tạo nên hành tinh nào cả. Khi Herschel, một trong những người đầu tiên quan sát những vật thể này qua kính thiên văn, ông thấy chúng có những dạng gần tròn như các hành tinh. Thuật ngữ này tồn tại phổ biến tới ngày nay và các nhà thiên văn cũng không chọn một tên thích hợp hơn để thay thế. Từ nebulae mượn từ tiếng Latin có nghĩa là đám mây hoặc sương mù, do đó planetary nebulae nên được hiểu là đám mây hành tinh. Tuy nhiên trong tiếng Việt, nebulae dịch thành tinh vân nên theo đó, nhiều người chọn dịch thuật ngữ thành tinh vân hành tinh, càng thêm sai với nghĩa gốc.